# 小行星17921
小行星17921（17921 Aldeobaldia）是一颗绕太阳运转的小行星，为主小行星带小行星。该小行星于1999年4月15日发现。

## 轨道参数
小行星17921的轨道半长轴为2.3254807 UA，离心率为0.062。